# Trematocephalus tripunctatus
Trematocephalus tripunctatus is een spinnensoort in de taxonomische indeling van de hangmatspinnen (Linyphiidae).
Het dier behoort tot het geslacht Trematocephalus. De wetenschappelijke naam van de soort werd voor het eerst geldig gepubliceerd in 1894 door Eugène Simon.